# Blackpills
Blackpills est une société française de production et distribution de séries destinées en priorité aux écrans mobiles créée en 2016 par Daniel Marhely et Patrick Holzman, cofondateur d'Allociné.
Après avoir été un service de vidéo à la demande en streaming (SVOD) disponible sur Android et iOS, Blackpills est aussi, depuis l'arrêt du service en OTT (over the top) via l'application mobile en 2019, le service est proposé aux opérateurs télécoms après la signature d'un accord de distribution.
En France, les contenus de Blackpills sont désormais proposés en exclusivité chez l'opérateur Orange aux abonnés du bouquet Pickle TV et sur les Freebox.

## Présentation
Les fondateurs de Blackpills sont Daniel Marhely, cofondateur du site de musique en ligne Deezer, et Patrick Holzman, cofondateur du service d'information sur le cinéma Allociné et ancien directeur audiovisuel de Free. Xavier Niel, le patron de l'opérateur Free, est par ailleurs actionnaire de l'entreprise.
La société est basée à la fois à Paris, Tel Aviv et Los Angeles, et affiche l'ambition de déployer son offre de séries dans de nombreux pays pour en faire une offre globale. Les séries Blackpills sont doublées et sous titrées dans une dizaine de langues.
Outre un partenariat de pré-lancement avec le groupe média Vice, les dirigeants de la société ont développé des accords avec des opérateurs télécoms européens afin que ceux-ci proposent les séries de Blackpills dans des offres couplées avec l'abonnement Internet ou mobile. Ceci est désormais le seul moyen pour visionner les séries Blackpills depuis l'arrêt du service en OTT depuis 2019.

## Historique
Le service a lancé la première saison de sa première série originale, You Got Trumped: The First 100 Days, le 19 octobre 2016 sur sa chaîne YouTube pour promouvoir la plateforme.
Il lance ensuite ses premières offres le 22 mars 2017, d'abord sous la forme d'un pré-lancement aux États-Unis en partenariat avec le groupe média Vice puis dans quinze pays d'Amérique du Nord et d'Europe sous la forme d'une application mobile le 5 mai 2017.
En mars 2019, Blackpills devient Blackpills Studio pour continuer à produire des nouvelles séries pour son propre service, uniquement disponible via des opérateurs de télécommunications, mais aussi d’autres plateformes de streaming comme Netflix. Les séries sont désormais disponibles sur la plateforme ou des services de SVOD, selon les pays.

## Le service Blackpills
Blackpills est un service de vidéo à la demande qui produit et distribue des séries destinées en priorité aux écrans mobiles.
Depuis 2019, le service de vidéo à la demande Blackpills est proposé en France en exclusivité aux abonnés du bouquet Pickle TV de l'opérateur français Orange.
Le 20 février 2020, Blackpills annonce l'arrivée de son service de vidéo à la demande sur les plateformes payantes de divertissement de l'opérateur belge Telenet.
Le 4 février 2021, Blackpills est integré sur les freebox Delta, mini 4K, Révolution et One, soit toutes les freebox à l'exception de la plus recente, la Pop.
D'après des notifications d'annulation d'abonnements envoyées aux utilisateurs de Google Play, le service de streaming de Blackpills aurait cessé ses activités en juillet 2023.[réf. nécessaire]

## Séries

### Séries originales
Blackpills diffuse des séries originales développées exclusivement pour son service.
- 2016- : You Got Trumped: The First 100 Days (comédie)
- 2017- : Playground (action)
- 2017- : Junior (drame)
- 2017- : Skinford (sci-fi)
- 2017- : Duels (action)
- 2017- : Tycoon (thriller)
- 2017- : Pillow Talk (comédie) - 2 saisons
- 2017- : All Wrong (comédie) - 2 saisons
- 2017- : Pineapple (thriller)
- 2017- : Beard Club (thriller)
- 2017- : Twiz & Tuck (documentaire)
- 2017- : Virgin (comédie)
- 2017- : eXposed (drame)
- 2017- : Icarus (thriller)
- 2017- : Event Zero (thriller)
- 2017- : Surrogate (drame)
- 2017 : Skal (action)
- 2017- : Bar-Mitzvah (comédie)
- 2017- : Everyone I Love Is Dead (comédie)
- 2017- : Rounds (thriller)
- 2017 : Sons Of God (thriller)
- 2017- : Played (thriller)
- 2017- : Mooom (comédie)
- 2017 : Purgatony (comédie)
- 2017- : SuperHigh (comédie)
- 2017- : The Clichy Montfermeil Chronicles (documentaire)
- 2017- : A Girl Is A Gun (drame)
- 2017- : Urban Nightmares (thriller)
- 2017- : Raising Hitler (comédie)
- 2017- : Fearless (action)
- 2017- : Wrong Cops (comédie)
- 2017- : Johnny Christ (drame)
- 2017- : Double Vie (documentaire)
- 2018- : Cold (thriller)
- 2018- : Simi Valley (action)
- 2018- : Polyvalente (comédie)
- 2018 : The Show (drame)
- 2018 : Future Sex (sci-fi)
- 2018 : Vermin (animation)
- 2018- : Peepoodo & the Super Fuck Friends (animation)
- 2017 : Game of Death (horreur)
- 2017 : Maniac (comédie)
- 2018 : Aquaslash (horreur)
- 2018 : Bonding (drame)
- 2018 : Duels - Saison 2 (action)
- 2018 : eXposed - Saison 2 (drame)
- 2018 : I-Art (sci-fi)
- 2018 : Isolated (animation)
- 2018 : Junior - Saison 2 (drame)
- 2018 : Patricia Moore (horreur)
- 2018 : Product Wars (sci-fi)
- 2018 : Same Rights (sci-fi)
- 2018 : Skinford - Saison 2 (fantastique)
- 2018 : Tokyo Red (sci-fi)
- 2018 : Wreck (sci-fi)
- Spring Breakers (drame, adapté du film homonyme)[6]
- 2018 : Crisis Jung (animation)
- 2018 : First Love (série)

### Séries distribuées
Ici, les séries d'autres chaînes ou services que Blackpills diffuse seulement dans les pays où la série n'est pas déjà diffusée par une autre chaîne ou service.
- 2013-2016 : Les Kassos (animation, sauf en France)
- 2017- : Making A Scene With James Franco (comédie, depuis saison 3, sauf aux États-Unis)